# Nichelle Prince
Pour les articles homonymes, voir Prince.
Nichelle Prince, née le 19 février 1995 à Ajax, est une joueuse internationale canadienne de soccer. Elle évolue au poste d'attaquante avec le Current de Kansas City en NWSL.
Elle a remporté avec l'équipe du Canada la médaille de bronze du tournoi féminin des Jeux olympiques d'été de 2016 au Brésil.

## Biographie
Nichelle Prince est née le 19 février 1995 à Ajax dans la province de l'Ontario au Canada.
Elle joue successivement dans les équipes suivantes équipe du Canada féminine de soccer, avec les moins de 20 ans et avec la sélection A.

### En équipe nationale
Équipe du Canada :
- Médaille d'or aux Jeux olympiques de Tokyo 2020.